# Geissorhiza monanthos
Geissorhiza monanthos (лат.) — небольшое многолетнее травянистое клубнелуковичных растение, вид рода Geissorhiza семейства Ирисовые (Iridaceae). Эндемик ЮАР.

## Таксономия и этимология
Вид был описан и опубликован Христианом Фредериком Эклоном в Topographisches Verzeichniss der Pflanzensammlung von C. F. Ecklon (1827).
Родовое название Geissorhiza — от греческих слов: geisso, что означает «мозаика», и rhizon, что означает «корень». Видовой эпитет monanthos — от латинского, означающий «с цветком».

## Описание

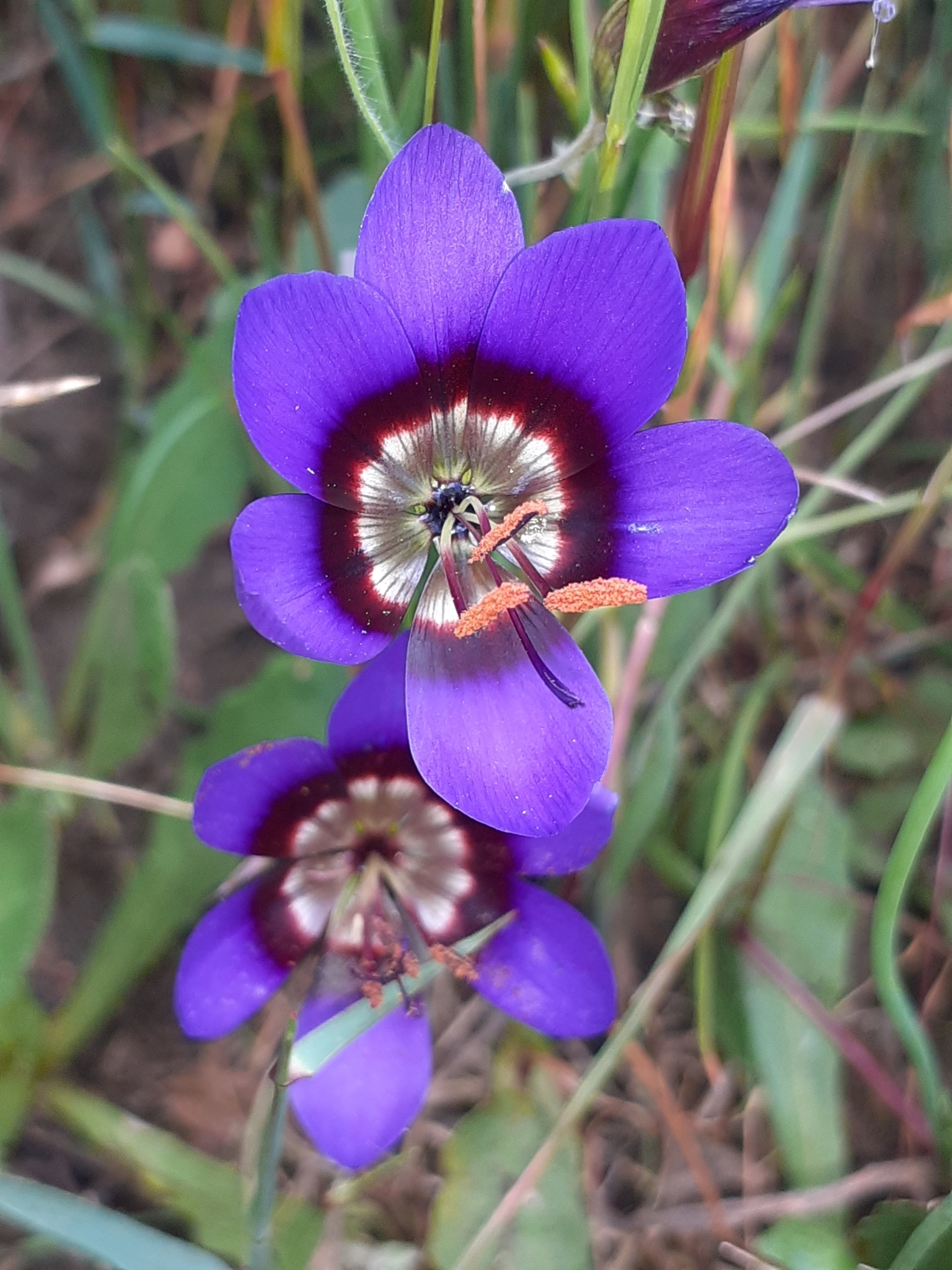
Соцветие.

G. monanthos — многолетний травянистый геофит, достигающий высоты 8-20 см.

## Распространение и местообитание
G. monanthos — эндемик ЮАР. Произрастает на песчаных склонах в Западно-Капской провинции на высоте 90-457 м над уровнем моря.